# Monterrey Challenger (1992-1996)
Il Monterrey Challenger (1992-1996) è stato un torneo professionistico di tennis giocato su campi in cemento. Faceva parte dell'ATP Challenger Series. Si giocava annualmente a Monterrey in Messico dal 1992 al 1996.

## Albo d'oro

### Singolare
| Anno | Campione           | Finalista      | Punteggio |
| ---- | ------------------ | -------------- | --------- |
| 1992 | Alex O'Brien       | Jared Palmer   | 6–2, 6–4  |
| 1993 | Lars Jonsson       | Lan Bale       | 6–2, 6–3  |
| 1994 | Sébastien Lareau   | Wade McGuire   | 7–6, 6–2  |
| 1995 | João Cunha e Silva | Steve Campbell | 6–2, 7–6  |
| 1996 | Kevin Ullyett      | Alex O'Brien   | 6–3, 7–6  |

### Doppio
| Anno | Campioni                       | Finalisti                          | Punteggio     |
| ---- | ------------------------------ | ---------------------------------- | ------------- |
| 1992 | Mark Knowles Alex O'Brien      | Richard Matuszewski John Sullivan  | 3–6, 6–3, 7–6 |
| 1993 | Lan Bale Kevin Ullyett         | Jean-Philippe Fleurian Roger Smith | 4–6, 6–2, 6–3 |
| 1994 | Daniel Nestor (1) Kenny Thorne | Mark Knowles Roger Smith           | 5–7, 6–0, 7–5 |
| 1995 | Mark Knowles Daniel Nestor (2) | Nicolás Pereira David Rikl         | 3–6, 6–1, 6–4 |
| 1996 | Sargis Sargsian Michael Sell   | Kevin Ullyett Myles Wakefield      | 6–2, 3–6, 6–3 |